# 1970 în informatică
- 1969 în informatică — 1970 în informatică — 1971 în informatică

1970 în informatică a însemnat o serie de evenimente noi notabile:

## Premiul Turing
- James Wilkinson